# Auhof (Ettenstatt)
Auhof ist ein Gemeindeteil der Gemeinde Ettenstatt im Landkreis Weißenburg-Gunzenhausen (Mittelfranken, Bayern). Auhof liegt in der Gemarkung Hundsdorf.

## Lage
Die Einöde liegt unterhalb des Fränkischen Jura zwei Kilometer südlich von Ettenstatt auf einer Höhe von 480 m ü. NHN. Südöstlich fließt der Stickelgraben vorbei, der weiter östlich in den Rohrbach mündet. Südwestlich verlief der Obergermanisch-Raetische Limes mit dem Wachposten 14/37.

## Geschichte
Der frühere Gemeindeteil von Hundsdorf schloss sich im Zuge der Gemeindegebietsreform zusammen mit diesem 1978 der Gemeinde Ettenstatt an.